# George Melachrino
George Miltiades Melachrino (* 1. Mai 1909 in London; † 18. Juni 1965 ebenda) war ein britischer Musiker, Bandleader, Arrangeur und Komponist.

## Leben
Melachrino galt als musikalisches Wunderkind, er begann im Alter von vier Jahren zu komponieren und hatte mit dreizehn Jahren seinen ersten Auftritt als Violinist. Er studierte am Trinity College of Music und leitete dort eine Jazzband. Er spielte mit den Savoy Orpheans und dirigierte während des Zweiten Weltkriegs die englische Band der alliierten Expeditionsstreitkräfte; Glenn Miller leitete die amerikanische, Robert Farnon die kanadische.
Nach Kriegsende gründete er die Melachrino-Organisation und leitete sein eigenes Orchester sowie die Malachrino-Strings. Er schrieb und produzierte Musik für Filme, Konzerte, Rundfunk und Schallplatten. Er arrangierte für zahlreiche Bands, darunter die von Boyd Raeburn und Red Nichols. Melachrino war ein typischer Vertreter der Mood Music, der rund fünfzig LPs für RCA aufnahm, später auch noch für ABC-Paramount. Das Orchester wurde nach seinem Tod noch einige Zeit von Robert Mandell weitergeführt.